# Robert Syms
Robert Andrew Raymond Syms (né le 15 août 1956) est un homme politique du Parti conservateur britannique. Il est député de Poole dans le Dorset de 1997 à 2024. 

## Jeunesse
Syms est né à Chippenham en 1956 et fait ses études à la Colston's School,. Il est chef du North Wiltshire District Council de 1984 à 1987 et conseiller du comté du Wiltshire de 1985 à 1997. Il est directeur général de la société de location d'usine de sa famille à Bristol Road à Chippenham et est membre du Chartered Institute of Building.
Il conserve un poste d'administrateur et de participation dans Marden Holdings Ltd, dont le siège est à Bristol Road, Chippenham.

## Carrière parlementaire
Il se présente à Walsall North en 1992, mais est élu pour la première fois à la Chambre des communes comme député de Poole aux élections générales de 1997.
Syms est au gouvernement fantôme de 1998 à 2007. Il est porte-parole fantôme de l'environnement, des transports et des régions entre 1999 et 2001, whip de l'opposition pendant quelques mois en 2003, et ministre fantôme au cabinet du vice-premier ministre et des communautés et des collectivités locales entre 2003 et 2007. Il est également vice-président du Parti conservateur entre 2001 et 2002.
Syms est whip adjoint du gouvernement de coalition entre 2012 et 2013. Il siège à divers comités spéciaux, et est président du comité spécial de la réforme de la réglementation de juillet 2010 à septembre 2012 et du comité spécial du train à grande vitesse d'avril 2014 à février 2016.
Syms rédige une lettre signée par plus de 80 collègues députés conservateurs eurosceptiques exhortant David Cameron à rester Premier ministre quel que soit le résultat du référendum sur l'UE en 2016. Il soutient Theresa May après la démission de Cameron, et est nommé whip du gouvernement et lord commissaire du Trésor après la victoire de May .
Il est fait chevalier le 12 octobre 2017.